# 左 (插畫家)
左（1980年5月28日—）是日本的插畫家。神奈川縣的横濱市出身。
因自己是左撇子而取了这个笔名。

## 主要作品

### 小說的封面・插畫
- 說謊的男孩與壞掉的女孩（作者：入間人間；電擊文庫）
- SilverRain EarlyDays（作者：友野詳；法米通文庫）
- 鎖鎖美小姐@不好好努力（作者：日日日；GAGAGA文庫）
- 多摩湖與黃雞（作者：入間人間；電擊文庫）
- 戰鬥破壞學園（作者：架神恭介；Powers BOX）
- End Breaker! 真正終焉的引導者（作者：藤澤さなえ；朝日ノベルズ）

### 桌上角色扮演遊戲
- SilverRain RPG（作者：安道やすみち，グループSNE；監修：友野詳，上村大／圖像插畫） 基本裝+補充3種
- End Breaker!（グループSNE）

### 電腦遊戲
- Remember11 -the age of infinity-（KID／角色設計）
- （Tetra／角色設計）
- （Ocarina／部份角色設計）
- （ジークレスト／圖像插畫）
- （史克威爾艾尼克斯／角色設計）
- 擴散性百萬亞瑟（史克威爾艾尼克斯／部份卡片插畫）
- 愛夏的鍊金工房～黃昏大地之鍊金術士～（Gust／角色設計）
- 愛絲卡&羅吉的鍊金工房～黃昏天空之鍊金術士～（Gust／角色設計）
- 夏莉的鍊金工房 ～黄昏海洋之鍊金術士～ （Gust／角色設計）
- 聖火降魔錄 回聲 另一位英雄王（任天堂／角色設計）

### CD封套
- 初音ミクの消失（cosMo|cosMo@暴走P、EXIT TUNES）
- EXIT TUNES PRESENTS Vocalonexus feat.初音ミク（コンピレーション、EXIT TUNES）
- EXIT TUNES PRESENTS GUMism from Megpoid（コンピレーション、EXIT TUNES）
- EXIT TUNES PRESENTS 煌百花繚乱舞踏会 feat. 神威がくぽ from がくっぽいど（コンピレーション、EXIT TUNES）
- thE2（同人音樂作品、Diverse System）
- EXIT TUNES PRESENTS Vocalonation feat.初音ミク（コンピレーション、EXIT TUNES）
- EXIT TUNES PRESENTS Vocalodream feat.初音ミク（コンピレーション、EXIT TUNES）
- EXIT TUNES PRESENTS Vocalosensation feat.初音ミク
- EXIT TUNES PRESENTS Vocalofuture feat. 初音ミク

### 動畫
- 碎之星（電視動畫／角色原案）
- 我的妹妹哪有這麼可愛！（電視動畫／第4話ED插畫）
- 亞斯塔蘿黛的後宮玩具（第10話中間過場插畫）
- 夏色奇蹟（電視動畫／角色原案）
- 神巫詞（企劃原案・角色設計・總作畫指導）
- Vividred Operation（電視動畫／概念設計[1]）
- 愛絲卡&羅吉的鍊金工房～黃昏天空之鍊金術士～（第12話ED插畫）
- SANTA COMPANY（日语：サンタ・カンパニー）（角色原案[2]）
- 請問您今天要來點兔子嗎？？（第10話ED插畫）

### 其他插畫
- 季刊GELATIN（日语：季刊GELATIN） 2011 春（WANIMAGAZINE（日语：ワニマガジン社）／封面）
- 女孩的資料庫2008（JIVE／封面）
- Macross The Musicalture（音樂劇／角色設計）
- 羅森×伊藤園×VOCALOID「VOCALAWSON」活動（羅森／活動用插圖）
- VOCALOID™3 Library MAYU（EXIT TRANCE／角色設計＆插圖）
- 愛麗絲夢遊仙境 年曆海報 2013年（亞馬遜／擔任表紙）
- 《羅德斯島戰記》系列特设网站插畫 2019年 「新聞連接」[永久]

## 腳註
1. ↑  （日語）.   [2013-01-08]. （原始内容存档于2021-05-06）.
2. ↑  （日語）. SANTA COMPANY 公式官網.   [2014-12-03]. （原始内容存档于2017-02-20）.

## 外部連結
- （日語）Left side （页面存档备份，存于）（左的個人網頁）
- （日語）Left的X（前Twitter）